# Équipe de Grande-Bretagne de pitch and putt
L'équipe de Grande-Bretagne de pitch and putt est la sélection des meilleurs joueurs des îles britanniques de pitch and putt (Golf de dimension réduite). Elle est placée sous l'égide de l'Association britannique de Pitch et Putt (en anglais : British Pitch and Putt Association (BPPA)),.
La sélection est membre de la Fédération internationale des associations Pitch and Putt (FIPPA) est de l'Association européenne de Pitch and Putt (EPPA), elle est également membre de l'Association internationale des associations Pitch et Putt (IPPA).

## Palmarès
| Coupe du monde de pitch and putt - 2004 : 5e - 2006 : 7e - 2008 : 4e - 2012 : 8e - 2016 : 4e - 2020 : | Championnat d'Europe de pitch and putt - 1999 : 2e - 2001 : 6e - 2003 : 6e - 2005 : 4e - 2007 : 3e - 2010 : 4e - 2014 : Non présente - 2018 : 4e |

| Championnat du monde de Pitch and Putt individuel - 2009 : Steve Deeble 7e - 2013 : John Deeble 3e - 2017 : | Championnat Européen de Pitch and Putt individuel - 2011 : Non présente - 2015 : - 2019 : |